# Де-Вос-Соболева, Елена Викторовна
Елена Викторовна Де-Вос-Соболева (1875—1945) — русская оперная певица (лирико-колоратурное сопрано) и педагог.
Обладала выразительным, но небольшим голосом, в совершенстве владела колоратурной техникой. Её репертуар включал свыше 60 партий (от лирико-колоратурных до драматических).

## Биография
Родилась 19 июля 1875 года в Генте, Бельгия, в семье органиста и вокального педагога, девичья фамилия — Де-Вос.
С 1880 года жила в Тифлисе, где окончила гимназию. Пению обучалась в Киевском музыкальном училище у Камилло Эверарди. Затем брала уроки пения снова в Тифлисе у певца Д. Усатова, позднее совершенствовалась в Брюсселе у своего дяди К. Де-Воса.
Вокальный дебют Де-Вос-Соболевой состоялся в Тифлисе в 1893 году в симфоническом концерте вместе с Фёдором Шаляпиным. Затем выступала на оперных сценах Екатеринослава и Кишинёва (1901 год), Перми, Соликамска, Усолья и Чердыни (1903—1904, совместно с Ковельковой Е. Г.), Екатеринбурга (1904, 1909, 1911 годы), Москвы (Частная русская опера С. Мамонтова, 1904 и 1908—1912 годы), Нижнего Новгорода и Киева (1906 год), Саратова и Казани (1909 год), Риги (1909—1910 годы), а также Харькова, Одессы и Тифлиса. В 1918—1921 годах она была солисткой и режиссёром Нижегородского оперного театра Пролеткульта.
Партнерами Елены Де-Вос-Соболевой были О. Камионский, М. Максаков, Н. Райский, Л. Савранский, Н. Фигнер, Ф. Шаляпин, Л. Яковлев. Она пела под управлением Н. Алмазова, А. Павлова-Арбенина, И. Палиева, И. Палицына. Выступала в концертах МУЗО (Музыкальный отдел Наркомата просвещения) на летних площадках и в клубах.
В качестве преподавателя работала: с 1917 года — в Петроградской народной консерватории, в 1918—1922 годах — в Нижегородской народной консерватории, в 1923—1940 годах — в Ленинградской консерватории (с 1926 года — профессор). Её учениками были — М. Викс, В. Давыдова, Т. Докунина, О. Кашеварова, М. Сафронова, Н. Серваль, Г. Серебровский.
Умерла Е. В. Де-Вос-Соболева 12 июля 1945 года в Ленинграде.